# Gare de Beesd
La gare de Beesd (en néerlandais station Beesd) est une gare néerlandaise située à Beesd, dans la province de Gueldre.
La gare est située sur la Ligne de la Betuwe, appelée également la ligne Merwede-Linge (rivière), dans les provinces de la Hollande-Méridionale et le Gueldre, sur le trajet reliant Dordrecht à Geldermalsen et jusqu'à Elst.
La gare a été ouverte le 1er décembre 1883 et est toujours en service.